# Sauville (Ardenas)
 Sauville  es una población y comuna francesa, en la región de Champaña-Ardenas, departamento de Ardenas, en el distrito de Vouziers y cantón de Le Chesne.
Está integrada en la Communauté de communes de l'Argonne Ardennaise.

## Demografía
| 800 | 899 | 939 | 1 022 | 1 088 | 1 085 | 1 074 | 1 099 | lac. | lac. | 1 001 | 924 | 869 | 832 | 828 | 738 | 788 | 753 | 709 | 639 | 434 | 453 | 425 | 384 | 297 | 293 | 249 | 247 | 226 | 200 | 183 | 189 | 244 |
| Para los censos de 1962 a 1999 la población legal corresponde a la población sin duplicidades (Fuente: INSEE [Consultar]) |     |     |       |       |       |       |       |      |      |       |     |     |     |     |     |     |     |     |     |     |     |     |     |     |     |     |     |     |     |     |     |     |